# PBC Ural Great Perm
El PBC Ural Great és un club rus de basquetbol de la ciutat de Perm.
El club va ser fundat l'any 1995 a partir de l'equip de la Universitat Tècnica local. Els seus majors triomfs han estat dues lligues russes els anys 2001 i 2002. A nivell europeu ha guanyat la FIBA EuroCup Challenge el 2006.

## Palmarès
- Lliga russa de bàsquet: 2001, 2002
- Copa russa de bàsquet: 2004
- FIBA EuroCup Challenge: 2006
- North European Basketball League: 2001